# Cristián Ernesto de Stolberg-Wernigerode
El conde Cristián Ernesto de Stolberg-Wernigerode (2 de abril de 1691, Gedern - 25 de octubre de 1771, Wernigerode) fue un político alemán y miembro de la Casa de Stolberg. Entre 1710 y 1771 gobernó el Condado de Wernigerode en los montes del Harz, que en 1714 se convirtió en una dependencia de Brandeburgo-Prusia.

## Biografía
Cristián Ernesto era el décimo vástago del segundo matrimonio del Conde Luis Cristián de Stolberg. Su madre era Cristina, hija del Duque Gustavo Adolfo de Mecklemburgo-Güstrow.
De acuerdo con la última voluntad y testamento de su padre, el 23 de enero de 1699 Cristián Ernesto debía heredar el Condado de Wernigerode, que hasta ese punto había sido gobernado por su tío, el Conde Ernesto de Stolberg; el bosque de Hohnstein al sur de Benneckenstein; y el reclamo por el distrito (Amt) hipotecado de Elbingerode (Harz). Después de la muerte de su padre en 1710, Cristián Ernesto entró en sus territorios heredados bajo la regencia de su madre y se llamó desde entonces Graf zu Stolberg-Wernigerode. Trasladó la sede del condado de Ilsenburg de nuevo a Wernigerode, renovando y modernizando el Castillo de Wernigerode.
En un acuerdo de 1714, Cristián Ernesto fue obligado a reconocer la soberanía de Brandeburgo-Prusia sobre el Condado de Wernigerode.
El 21 de mayo de 1738, emitió un edicto de primogenitura que limitaba los derechos de herencia a los descendientes varones y desautorizaba futuras divisiones del Condado de Wernigerode.
Cuando su hermano Enrique Augusto murió en 1748, Cristián Ernesto heredó el territorio de Schwarza, en Turingia.
Cristián Ernesto era Caballero de la prusiana Orden del Águila Negra y de la danesa Orden de la Unión Perfecta. De 1735 a 1745 sirvió a su primo materno, el rey Cristián VI de Dinamarca, como consejero privado (Geheimrat).
Bajo el reinado de Cristián Ernesto se realizó gran actividad edificadora en el Condado de Wernigerode. Renovó en estilo francés el Lustgarten (Jardín de Placer) en Wernigerode e instaló una Orangerie. Fue también el responsable de la construcción del todavía conservado Wolkenhäuschen ("Cabaña en las Nuves"), un pequeño refugio en el Brocken, la montaña más alta en los montes del Harz.

## Matrimonio y descendencia
El 31 de marzo de 1712, Cristián Ernesto contrajo matrimonio con Sofía Carlota, Condesa de Leiningen-Westerburg (22 de febrero de 1695 - 10 de diciembre de 1762). Era la hija de Juan Antonio, Graf zu Leiningen-Westerburg, en Schadeck y Cristina Luisa, Gräfin zu Sayn-Wittgenstein.
Tuvieron un hijo:
Enrique Ernesto de Stolberg-Wernigerode (1716-1778), desposó en primer lugar a la Condesa María Isabel II de Promnitz con descendencia. Desposó en segundo lugar a la Princesa Cristiana Ana de Anhalt-Köthen (1726-1790), hija del Príncipe Augusto Luis de Anhalt-Köthen (1697-1755), y tuvieron descendencia.